# Baptisia megacarpa
Baptisia megacarpa är en ärtväxtart som beskrevs av John Torrey och Asa Gray. Baptisia megacarpa ingår i släktet Baptisia och familjen ärtväxter. Inga underarter finns listade i Catalogue of Life.

## Bildgalleri

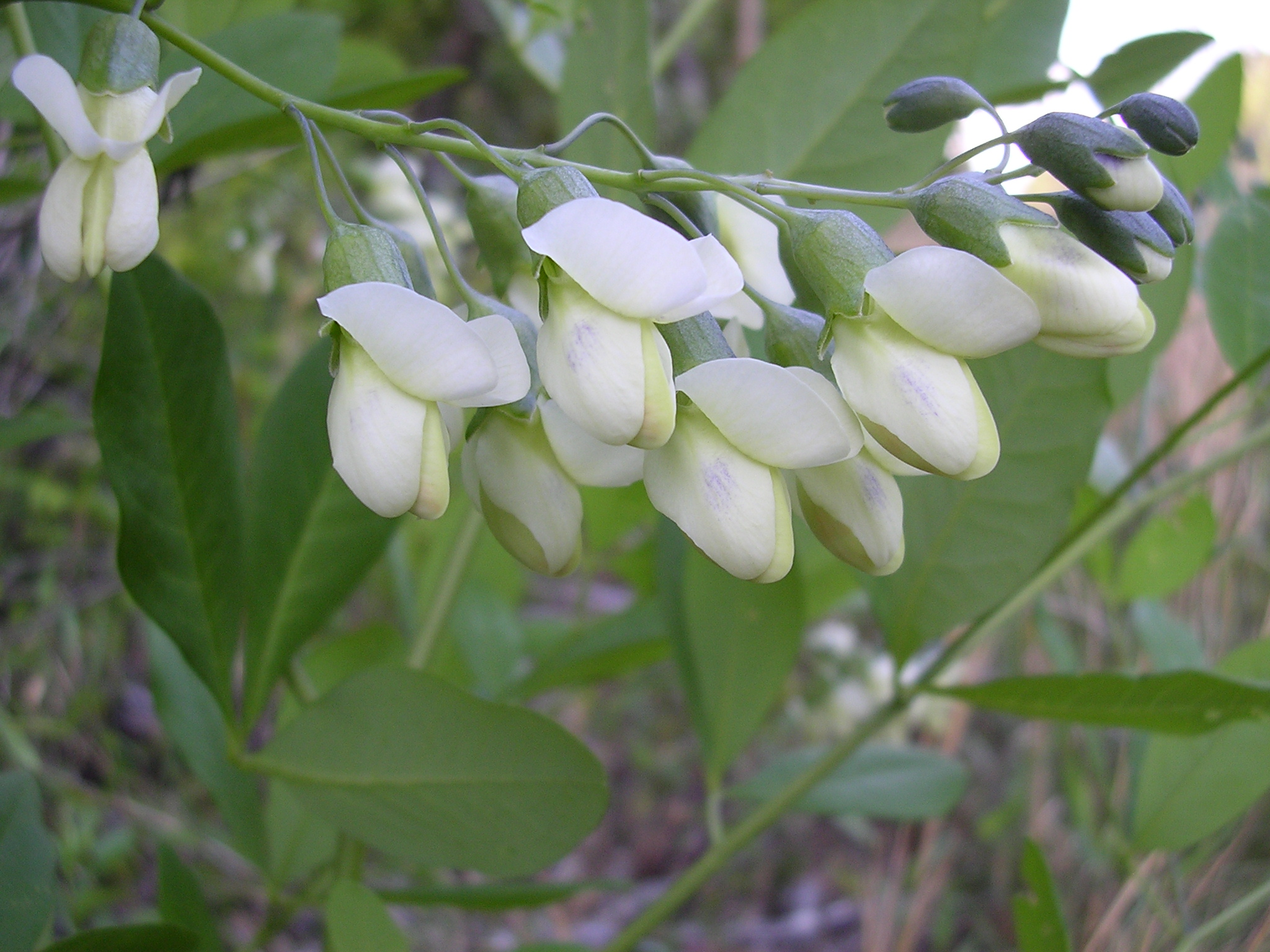